# Entoria takaoensis
Entoria takaoensis är en insektsart som beskrevs av Tokuichi Shiraki 1935. Entoria takaoensis ingår i släktet Entoria och familjen Phasmatidae. Inga underarter finns listade i Catalogue of Life.